# C/2014 Q2 (Лавджоя)
Комета C/2014 Q2 (Лавджоя) — периодическая комета, которая была открыта 17 августа 2014 года астрономом Терри Лавджоем из Брисбена (Австралия) с использованием 0,2-метрового телескопа «Celestron C8» (Шмидта — Кассегрена). Комета стала пятой, открытой Лавджоем. Комета C/2014 Q2 была обнаружена при видимой звёздной величине 15m в южном созвездии Кормы.
В середине декабря 2014 года австралийский астроном-любитель и первооткрыватель комет Дэвид Сарджент сообщил о наблюдении кометы невооружённым глазом. В это время блеск кометы перешагнул отметку 6m. 28 декабря комета испытала вспышку и стала ярче на половину звёздной величины, о чём сообщили несколько независимых наблюдателей. Согласно данным cometbase.net, блеск кометы 6 января 2014 года достиг 4,0m. Является самой яркой кометой с весны 2013 года, когда наблюдалась комета C/2011 L4 (PANSTARRS). 7 января 2015 года комета пролетела в 0,469 а. е. от Земли. Небесный экватор она пересекла 9 января 2015 года, став более доступным объектом для наблюдений из Северного полушария. Перигелий (ближайшее приближение к Солнцу) комета прошла 30 января 2015 года, расстояние до Солнца в это время составило 1,29 а. е.
До вхождения в планетарный регион (эпоха 1950) C/2014 Q2 (Лавджоя) имела орбитальный период около 13 500 лет. После того, как комета покинет планетарный регион (эпоха 2050), орбитальный период изменится и будет составлять около 9000 лет.
23 октября 2015 года международная группа учёных-астрономов во главе со специалистами из Парижской обсерватории опубликовала доклад, в котором заявила об обнаружении 21 сложной органической молекулы в газовом хвосте кометы Лавджоя: воды, простых углеводородов, кислорода, серы, азотсодержащих соединений, этиленгликоля, муравьиной кислоты и ацетальдегида, а также молекулы этилового спирта и простой формы сахара — гликольальдегида, которые ранее на кометах учёные не находили. Учёные наблюдали комету с помощью 30-метрового радиотелескопа, расположенного в Андалусии и принадлежащего Институту миллиметровой радиоастрономии. Все наблюдения были произведены между 13 и 26 января 2015 года, когда комета находилась на максимально близком расстоянии 0,6 астрономических единиц от Земли.

## Галерея

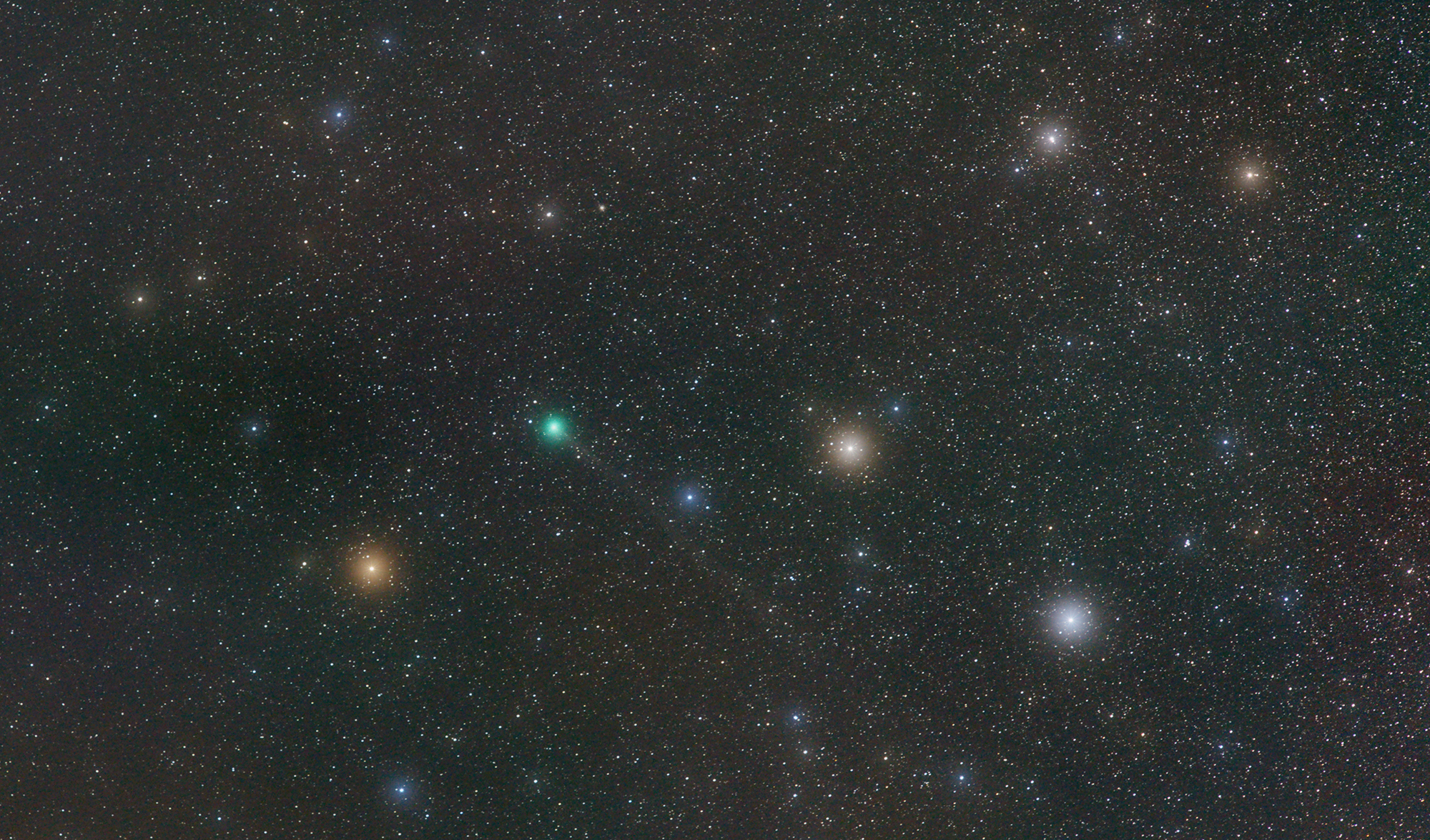
C/2014 Q2 29 декабря 2014 года
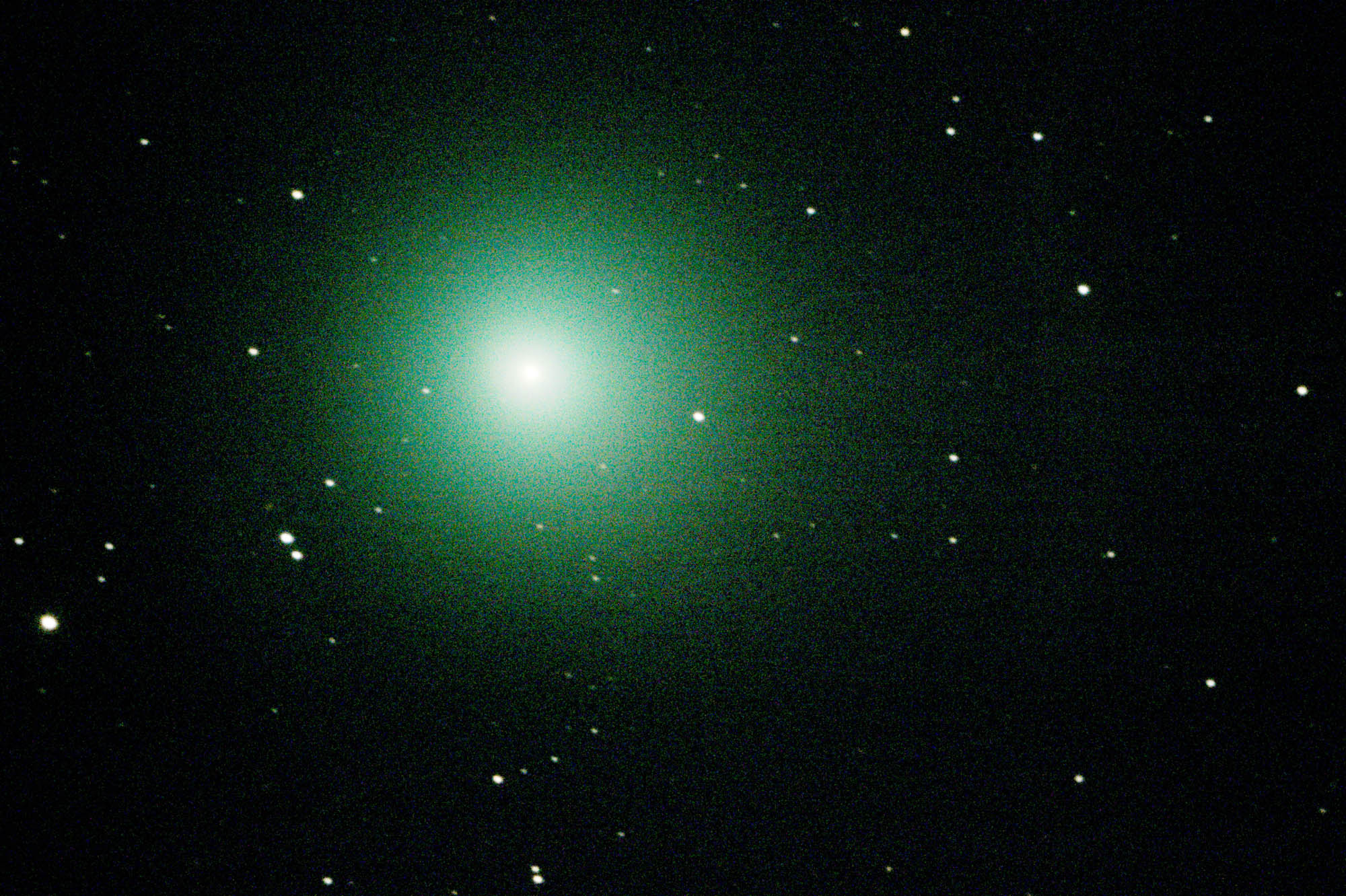
C/2014 Q2 17 января 2015 года
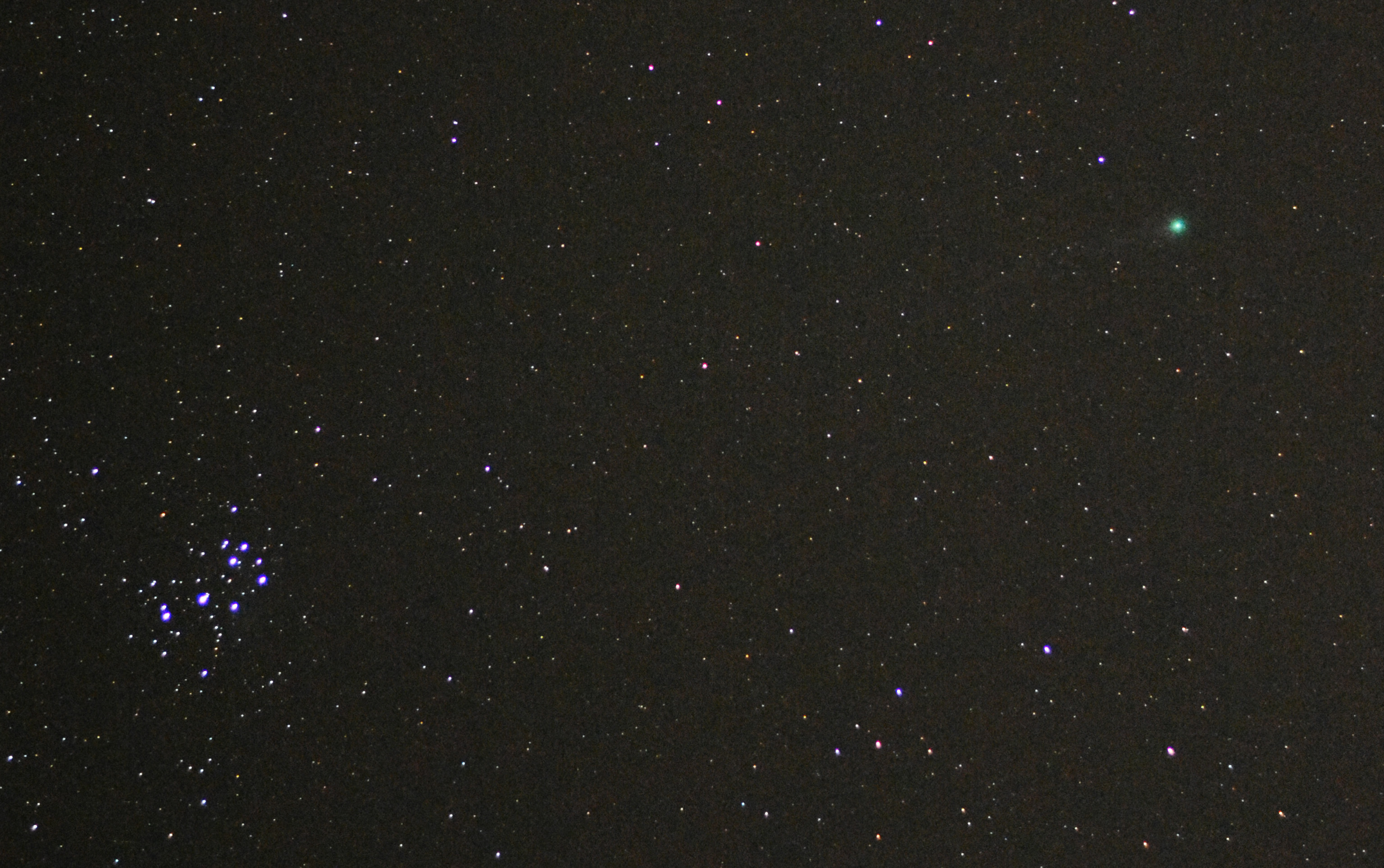
C/2014 Q2 и Плеяды 19 января 2015 года